# ファン・ゴッホの椅子
ファン・ゴッホの椅子（ふぁん・ごっほのいす、英語: Van Gogh's Chair）とは、1888年11月にフィンセント・ファン・ゴッホによって描かれた絵画。油彩。

## 解説
アルルでゴッホが住んだ黄色い家の部屋に置かれた椅子を描いたもので、椅子の上に置かれたパイプはゴッホの愛用のものと言われる。
『ゴーギャンの肘掛け椅子』という作品と対のものであるとされる。
ロンドン・ナショナル・ギャラリー蔵。